# وحید اسماعیل
وحید اسماعیل (انگلیسی: Waheed Ismail؛ زادهٔ ۱ ژوئیهٔ ۱۹۸۳) بازیکن فوتبال اهل امارات متحده عربی است.